# Lanthanomelissa clementis
Lanthanomelissa clementis là một loài Hymenoptera trong họ Apidae. Loài này được Urban mô tả khoa học năm 1996.